# Iohannes Vincomalus
(Flavius) Iohannes Vincomalus (altgriechisch Ἰωάννης Βινκομάλος) war ein spätantiker oströmischer Politiker des 5. Jahrhunderts. 
Zwischen 451 und 452 war Vincomalus magister officiorum des Ostens am Hof Kaiser Markians. In dieser Funktion erhielt er am Hof einen Brief von Theodoret von Kyrrhos, in dem dieser ihm dafür dankte, dass er ihm geholfen hatte, ein Exilurteil aufheben zu lassen, das gegen ihn verhängt worden war. Er nahm im Jahr 451 an vier Sitzungen beim Konzil von Chalcedon teil.
Im Jahr 453 wurde er zum Konsul ernannt. Um 464 wurde er Mönch, besuchte jedoch weiterhin den Senat.